# Алессандро Тріпальделлі
Алессандро Тріпальделлі (італ. Alessandro Tripaldelli, нар. 9 лютого 1999, Неаполь) — італійський футболіст, захисник клубу «Кальярі» і молодіжної збірної Італії. На правах оренди грає за СПАЛ.

## Клубна кар'єра
Народився 9 лютого 1999 року в місті Неаполь. Вихованець футбольної школи клубу «Ювентус». 30 січня 2018 року він був проданий в «Сассуоло» за 1,5 мільйона євро, куди і перейшов в кінці сезону 2017/18. Новий клуб відразу віддав гравця в оренду в нідерландський «Зволле», а на початку 2019 року також на правах оренди перейшов у клуб Серії Б «Кротоне», з якого повернувся до «Сассуоло» влітку того ж року.
7 вересня 2020 року приєднався до лав «Кальярі». Протягом сезону 2020/21 провів за сардинійську команду 10 ігор в елітному дивізіоні Італії.
15 серпня 2021 року на умовах оренди з обов'язковим подальшим викупом перейшов до друголігового клубу СПАЛ.

## Виступи за збірні
2015 року дебютував у складі юнацької збірної Італії, взяв участь у 14 іграх на юнацькому рівні. Він зіграв на чемпіонаті Європи 2016 року серед юнаків до 17 років, де Італія не вийшла з групи, а також на чемпіонаті Європи 2018 року серед юнаків до 19 років, де Італія стала фіналістом турніру.
2019 року з командою до 20 років поїхав на молодіжний чемпіонат світу.
Восени того ж 2019 року дебютував в іграх за молодіжну збірну Італії, за яку протягом двох років провів три гри.

## Статистика виступів

### Статистика клубних виступів
Станом на 15 серпня 2021
| Сезон             | Команда           | Чемпіонат         | Чемпіонат | Чемпіонат | Національний кубок | Національний кубок | Національний кубок | Континентальні кубки | Континентальні кубки | Континентальні кубки | Інші змагання | Інші змагання | Інші змагання | Усього | Усього |
| Сезон             | Команда           | Ліга              | Ігор      | Голів     | Ліга               | Ігор               | Голів              | Ліга                 | Ігор                 | Голів                | Ліга          | Ігор          | Голів         | Ігор   | Голів  |
| ----------------- | ----------------- | ----------------- | --------- | --------- | ------------------ | ------------------ | ------------------ | -------------------- | -------------------- | -------------------- | ------------- | ------------- | ------------- | ------ | ------ |
| 2018-січ. 2019    | «Зволле»          | ЕД                | 2         | 0         | КН                 | 0                  | 0                  | -                    | -                    | -                    | -             | -             | -             | 2      | 0      |
| січ.-черв. 2019]] | «Кротоне»         | B                 | 3         | 0         | КІ                 | 0                  | 0                  | -                    | -                    | -                    | -             | -             | -             | 3      | 0      |
| 2019–20           | «Сассуоло»        | A                 | 2         | 0         | КІ                 | 1                  | 0                  | -                    | -                    | -                    | -             | -             | -             | 3      | 0      |
| 2020–21           | «Кальярі»         | A                 | 10        | 0         | КІ                 | 3                  | 0                  | -                    | -                    | -                    | -             | -             | -             | 13     | 0      |
| 2021–22           | СПАЛ              | B                 | 0         | 0         | КІ                 | -                  | -                  | -                    | -                    | -                    | -             | -             | -             | 0      | 0      |
| Усього за кар'єру | Усього за кар'єру | Усього за кар'єру | 17        | 0         |                    | 4                  | 0                  |                      | -                    | -                    |               | -             | -             | 21     | 0      |

### Статистика виступів за збірну
Станом на 15 серпня 2021